# The Silver Guardian
The Silver Guardian (銀の墓守り?, Gin no gādian, lett. "Il guardiano d'argento") è una serie televisiva anime prodotta da Haoliners Emon e diretta da Masahiko Ōkura, trasmessa in Giappone dal 1º aprile 2017 al 17 febbraio 2018 e in Cina dal 31 marzo 2017. La serie è tratta da un manhua di 零盟S, (Líng Méng)P pubblicato online da Tencent Animation e intitolato 银之守墓人S (tradizionale:銀之守墓人, pinyin: Yín zhī shǒu mù rén, lett. "Il guardiano delle tombe d'argento"), che al marzo 2016 è stato visualizzato più di 418 milioni di volte.

## Personaggi
Suigin Riku (陸 水銀?, Riku Suigin)
Doppiato da: Jun Fukuyama
Rei Riku (陸 怜?, Riku Rei)
Doppiata da: Yuka Saitō

## Produzione
Annunciata il 13 dicembre 2015 sul sito dell'evento AnimeJapan 2016 come primo progetto anime dello studio Haoliners Emon, la serie televisiva ha iniziato la trasmissione in Cina tramite streaming il 31 marzo 2017 ed è andata in onda in Giappone su Tokyo MX dal 1º aprile al 17 giugno 2017. La regia è a cura di Masahiko Ōkura e la composizione della serie è stata affidata sia a Ōkura sia a Hidefumi Kimura, i quali hanno sostituito Ken Andō e Yūji Hosono che erano inizialmente previsti rispettivamente come regista e sceneggiatore. Il character design è stato sviluppato da Yoshiaki Tsubata che è subentrato a Yūichi Tanaka e la colonna sonora è stata composta da Minako Seki. La sigla di apertura giapponese è Mamori tsunagu (マモリツナグ?) di Rin Akatsuki, mentre nella versione cinese è 与我同行S, (Yǔ Wǒ Tóng Xíng)P. Inoltre, nel resto del mondo, ad eccezione dell'Asia, gli episodi sono stati trasmessi in streaming in simulcast, anche coi sottotitoli in lingua italiana, da Crunchyroll. Una seconda stagione anime, annunciata al termine dell'ultimo episodio della prima, ha avuto inizio il 13 gennaio 2018.

### Episodi
| Nº | Titolo italiano Giapponese 「Kanji」 - Rōmaji                                                                                          | In onda          | In onda |
| Nº | Titolo italiano Giapponese 「Kanji」 - Rōmaji                                                                                          | Giapponese       |         |
| 1  | Suigin incontra Rei Riku! 「水銀、陸怜と出会う！」 - Suigin, Riku Rei to deau!                                                         | 1º aprile 2017   |         |
| 2  | Suigin diventa amico di Rei Riku! 「水銀、陸怜と近づく！」 - Suigin, Riku Rei to chikazuku!                                            | 8 aprile 2017    |         |
| 3  | Suigin soffre per la fine del gioco! 「水銀、終末を憂える！」 - Suigin, shūmatsu o ureeru!                                             | 15 aprile 2017   |         |
| 4  | Suigin subisce una perdita! 「水銀、敗北を喫する！」 - Suigin, haiboku o kissuru!                                                      | 22 aprile 2017   |         |
| 5  | Suigin riceve un'eredità! 「水銀、遺産を相続する！」 - Suigin, isan o sōzoku suru!                                                     | 29 aprile 2017   |         |
| 6  | Suigin fa una promessa a Rei Riku! 「水銀、陸怜に誓う！」 - Suigin, Riku Rei ni chikau!                                                | 6 maggio 2017    |         |
| 7  | Suigin incontra per caso suo nonno! 「水銀、祖父と邂逅する！」 - Suigin, sofu to kaikō suru!                                           | 13 maggio 2017   |         |
| 8  | Suigin diventa l'ultimo guardiano dei sepolcri! 「水銀、最後の墓守りとなる！」 - Suigin, saigo no hakamori to naru!                    | 20 maggio 2017   |         |
| 9  | Suigin impara le regole del gioco! 「水銀、盗掘ゲームを学ぶ！」 - Suigin, tōkutsu gēmu o manabu!                                       | 27 maggio 2017   |         |
| 10 | Suigin si rialza! 「水銀、再び起つ！」 - Suigin, futatabi tatsu!                                                                       | 3 giugno 2017    |         |
| 11 | Suigin incontra Takeshi! 「水銀、タケシと出会う!」 - Suigin, Takeshi to deau!                                                          | 10 giugno 2017   |         |
| 12 | Il nuovo viaggio di Suigin! 「水銀、新たなる旅立ち！」 - Suigin, aratanarutabidachi!                                                   | 17 giugno 2017   |         |
| 13 | I 3 compagni di corso 「教程所の３人」 - Kyōtei-sho no 3-ninLa vera identità di Rin 「リンの正体」 - Rin no shōtai                     | 13 gennaio 2018  |         |
| 14 | Titan va in berserk 「ティターンの暴走」 - Titān no bōsōUn Suigin sbalordito 「困惑の水銀」 - Konwaku no Suigin                        | 20 gennaio 2018  |         |
| 15 | Primo alleato 「はじめての仲間」 - Hajimete no nakamaLa conquista comincia 「攻略の開始」 - Kōryaku no kaishi                          | 27 gennaio 2018  |         |
| 16 | Il processo di Aslan 「アスランの試練」 - Asuran no shirenIl conto alla rovescia finale 「最後のカウントダウン」 - Saigo no kauntodaun | 3 febbraio 2018  |         |
| 17 | La porta per lo zero 「ゼロの扉」 - Zero no tobiraRiunione attraverso lo specchio 「鏡越しの再会」 - Kagamigoshi no saikai             | 10 febbraio 2018 |         |
| 18 | Il folle Randengyoku 「暴乱の藍田玉」 - Bōran no randengyokuGiocatore miliardario 「ビリオンプレイヤー」 - Birion Pureiyā              | 17 febbraio 2018 |         |